# Цаньо Бакалов
Цаньо Минчев Бакалов е български партизанин, офицер, генерал-лейтенант.

## Биография
Роден е на 21 август 1921 г. в дряновското село Бучуковци. Става член на РМС. През юни 1944 г. се присъединява като партизанин към партизанска бригада „Чепинец“, командир на отряд в бригадата. Командир на седма мотострелкова дивизия в Ямбол през 60-те години. Завършва Военнотехническа академия. От 1964 г. е генерал-майор. В периода 21 октомври 1964 г. – 31 август 1968 г. началник на Висшето народно военно училище във Велико Търново. След това учи във Военната академия на Генералния щаб на СССР заедно с генерал Кунчо Кацаров. Бил е началник на политическия отдел на Сухопътните войски. През 80-те години е началник на управление „Кадри“ в Министерството на отбраната. Достига чин генерал-лейтенант. Носител е на орден „Народна република България“ II ст. (1971).